# Arquidiocese de Dubuque
A Arquidiocese de Dubuque (Archidiœcesis Dubuquensis) é uma circunscrição eclesiástica da Igreja Católica sediada em Dubuque, no estado norte-americano de Iowa. Abrange, além de Dubuque, mais dez condados do norte e leste do estado. Foi erigida em 28 de julho de 1837 e elevada a arquidiocese em 15 de junho de 1893. Seu atual arcebispo é Thomas Robert Zinkula que governa a arquidiocese desde 2023 e sua sé episcopal é a Catedral de São Rafael, o mais antigo templo cristão do estado de Iowa. 
Possui 187 paróquias assistidas por 238 sacerdotes e cerca de 23% da população jurisdicionada é batizada.  

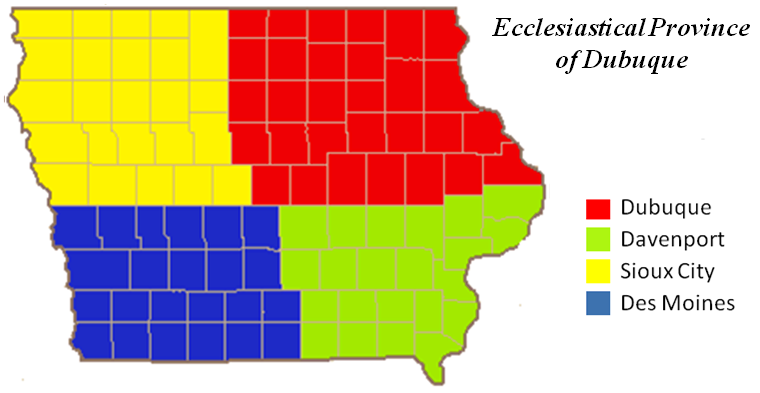
Província Eclesiástica de Dubuque

## História

### Origens
Os primeiros católicos da região que hoje compreende a Arquidiocese de Dubuque eram colonos alemães, franceses e irlandeses. Antes da criação da Diocese de Dubuque, a área estava sob a jurisdição de inúmeros bispos. Muitos deles nunca estiveram na região devido a pequena presença católica. No início da década de 1830, missionários começaram a chegar no que se tornaria o estado de Iowa. Nessa mesma década, a Igreja Católica estudava uma forma de abordar a expansão ocidental dos Estados Unidos. Aqueles que realizaram o estudo, recomendaram ao Papa Gregório XVI a criação de três dioceses. 
Samuel Charles Mazzuchelli foi um dos missionários mais notórios que se estabeleceram na região de Dubuque. Ele criou considerável número de paróquias em Iowa, Illinois e Wisconsin. Ele fundou paróquias nomeadas para cada um dos Arcanjos: São Rafael em Dubuque, São Miguel em Galena, Illinois, e São Gabriel em Prairie du Chien, Wisconsin. Padre Mazzuchelli foi declarado "Venerável", em 1993, pelo Papa São João Paulo II.

### Criação e Primeiros Anos
A Diocese de Dubuque foi criada em 28 de julho de 1837 pelo Papa Gregório XVI, desmembrada da Diocese de Saint Louis. Mathias Loras, padre francês, foi designado como primeiro bispo da nova Diocese. Na época de sua criação a Diocese de Dubuque abrangia os estados de Iowa, Dakota do Norte, Dakota do Sul e o território a leste do Rio Missouri. Loras sabia pouco sobre a diocese e escreveu a Joseph Rosati, Bispo de Saint Louis, para saber mais sobre a região. Rosati sabia pouco sobre o território. A Diocese possuía jurisdição sob 30.000 nativos americanos e 43.000 habitantes brancos, dos quais menos de 3.000 eram católicos. Havia três paróquias, uma missão indígena e um sacerdote, Samuel Charles Mazzuchelli.  Em 4 de julho de 1838 a região se tornaria o Território de Iowa. Loras nomeou Mazzuchelli vigário geral e administrador da Diocese devido a sua ausência. 
Loras viajou pela França para recrutar missionários e recolher fundos para a sua Diocese. Após sua chegada aos Estados Unidos, ele passou o final do inverno e início da primavera em Saint Louis, esperando por condições mais favoráveis para viajar para Dubuque. Lá ele conheceu o notável explorador Jean Nicholas Nicollet que deu idéias a Loras para sua nova diocese. Em 19 de abril de 1839, Mathias Loras chegou em Dubuque. Ele supervisionou a expansão da Igreja, nos primeiros anos da diocese, primeiramente no Território de Iowa, em seguida, depois de 1846, no estado de Iowa. O Bispo Loras incentivou a imigração para a área, especialmente de alemães e irlandeses. Criou novas paróquias e também convidou várias ordens religiosas para a área. 
Em 1850, o território da Diocese foi desmembrado para formar a Diocese de São Paulo. 

### Expansão
De 1859 até 1865, o Bispo de Dubuque foi Clement Smyth, O.C.S.O. Ele supervisionou a expansão contínua do catolicismo na diocese. 
Após a morte do Bispo Smyth, em 1865, John Hennessey foi nomeado Bispo de Dubuque. Durante seu episcopado a população de Dubuque cresceu exponencialmente quando a ferrovia Milwaukee Railroad Shops se instalou em Dubuque. Hennessey criou várias paróquias para lidar com essa explosão populacional.
Durante este período, o Bispo Hennessey propôs a criação de uma nova diocese no sul do Iowa. Enquanto ele propôs Des Moines para a sede da nova diocese, Davenport foi o local escolhido.

### Elevação a Arquidiocese
Em 15 de junho de 1893, a Diocese de Dubuque foi elevada a arquidiocese pelo Papa Leão XIII. O Bispo Hennessey se tornou o primeiro Arcebispo de Dubuque naquele momento. 

### Início do Século XX
Após a morte do Arcebispo Hennessey, John Joseph Keane foi escolhido para liderar a Arquidiocese de Dubuque. Ele serviu por 11 anos até que a saúde debilitada forçar a sua aposentadoria em 1911. Durante seu episcopado, o território ocidental da Arquidiocese foi desmembrado para a formação da Diocese de Sioux City. A configuração territorial da Arquidiocese ganhou sua forma atual.
James John Keane foi o sucessor do Arcebispo John Keane. Embora ele e seu antecessor compartilhado o mesmo sobrenome, os dois homens não foram relacionados, e ambos tinham personalidades muito diferentes.

### A Grande Depressão e os Anos da Segunda Guerra Mundial
Durante os anos da Grande Depressão e da Segunda Guerra Mundial, a Arquidiocese foi liderada pelo Arcebispo Francis Joseph Beckman. Nos anos que antecederam a guerra, Beckman foi contrário a uma ação militar. Beckman também era um colecionador de obras de arte raras. Ele tinha colocado uma série de peças de arte em um museu em Columbia (agora Loras) College. O Arcebispo Beckman, pensando que ele poderia ganhar fundos para continuar a sua coleção, envolveu a Arquidiocese no que acabou por ser um esquema duvidoso. Beckman tinha assinado notas em nome da Arquidiocese, isso causou problemas financeiros para a mesma, quando o regime se desfez e o indivíduo que criou esse golpe foi preso. O Presidente Franklin Roosevelt ordenou que o FBI investigasse Beckman. A maior parte da coleção de Beckman foi vendida para saldar as notas. O custo para a Arquidiocese de Dubuque foi mais de meio milhão de dólares.
Por causa dos problemas de Beckman, Henry Rohlman, Bispo de Davenport, foi nomeado Arcebispo Coadjutor em 1944. O Arcebispo Beckman foi autorizado a manter seu escritório, mas foi informado de que Rohlman agora lideraria a Arquidiocese. Beckman se aposentou em 1947, e se mudou de Dubuque para Cincinnati.
Em 7 de dezembro de 1941, os japoneses bombardearam a base de Pearl Harbor. Uma das vítimas desse ataque foi o Padre Aloysius Schmitt que servia a bordo do USS Oklahoma no momento. O barco virou durante o ataque. Padre Schmitt e outros homens ficaram presos embaixo do barco com apenas uma pequena escotilha de fuga. Padre Schmitt não quis ser retirado do navio, e, em vez, ajudou a outros homens a escapar. No total, ele salvou 12 homens, mas se afogou. Padre Schmitt foi o primeiro capelão de qualquer denominação a morrer na Segunda Guerra Mundial. Por suas ações, ele foi condecorado com a Medalha da Marinha e Corpo de Fuzileiros Navais, e um destróier foi nomeado em sua honra.

### Concílio Vaticano II
James Byrne foi nomeado Arcebispo de Dubuque em 7 de março de 1962. Em 8 de maio de 1962 ele foi formalmente instalado na Catedral de São Rafael pelo Delegado Apostólico. Ele participou de todas as quatro sessões do Concílio Vaticano II. O Arcebispo Byrne implementou as mudanças trazidas pelo concílio na Arquidiocese de Dubuque. 

### Final do Século XX e Início do Século XXI
Em 23 de fevereiro de 1984, Daniel William Kucera, O.S.B., foi instalado como o décimo Arcebispo de Dubuque. O Arcebispo Kucera possuía doutorado em educação. Sua formação em educação tem levado as autoridades do Vaticano, incluindo o Papa, buscar seu conselho.
Durante o período de governo de Kucera como Arcebispo, a Catedral de São Rafael foi remodelada. As orientações para o Sacramento da Confirmação foram revisados e publicados. Kucera também lançou um plano que dividiu a Arquidiocese em três regiões em 1987. Em 1986, a Arquidiocese de Dubuque comemorou o 150º aniversário de sua criação. O Arcebispo Kucera também recebeu um diploma honorário da Universidade de Dubuque. Em 16 de outubro de 1995, Jerome Hanus, O.S.B., se tornou Arcebispo de Dubuque.  
O atual arcebispo Michael Owen Jackels assumiu o governo da Arquidiocese após a aposentadoria de Jerome Hanus.

## Território
A Arquidiocese de Dubuque abrange 11 condados de Iowa. São eles:

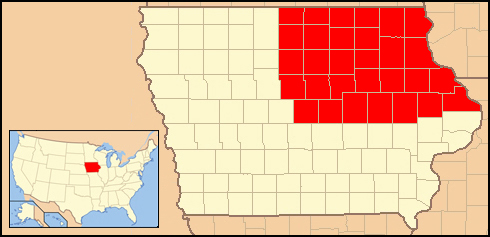
Área territorial da Arquidiocese

| - Boone - Dubuque - Cedar - Humboldt - Iowa - Jasper | - Johnson - Kossuth - Polk - Poweshiek - Webster |
| ---------------------------------------------------- | ------------------------------------------------ |

## Prelados
| #                        | Nome                            | Período    | Notas                                         |
| Arcebispos               | Arcebispos                      | Arcebispos | Arcebispos                                    |
| ------------------------ | ------------------------------- | ---------- | --------------------------------------------- |
| 11º                      | Thomas Robert Zinkula           | 2023-      | Atual                                         |
| 10º                      | Michael Owen Jackels            | 2013-2023  |                                               |
| 9º                       | Jerome George Hanus, O.S.B.     | 1995-2013  |                                               |
| 8º                       | Daniel William Kucera, O.S.B.   | 1983-1995  |                                               |
| 7º                       | James Joseph Byrne              | 1962-1983  |                                               |
| 6º                       | Leo Binz                        | 1954-1961  | Nomeado Arcebispo de Saint Paul e Minneapolis |
| 5º                       | Henry Patrick Rohlman           | 1946-1954  |                                               |
| 4º                       | Francis Joseph Beckman          | 1930-1946  |                                               |
| 3º                       | James John Keane                | 1911-1929  |                                               |
| 2º                       | John Joseph Keane               | 1900-1911  |                                               |
| 1º                       | John Hennessey                  | 1893-1900  |                                               |
| Arcebispos-coadjutores   |                                 |            |                                               |
|                          | Jerome George Hanus, O.S.B.     | 1994-1995  |                                               |
|                          | Leo Binz                        | 1949-1954  |                                               |
|                          | Henry Patrick Rohlman           | 1944-1946  |                                               |
| Bispos-auxiliares        |                                 |            |                                               |
|                          | William Edwin Franklin          | 1987-1993  | Nomeado Bispo de Davenport                    |
|                          | George Joseph Biskup            | 1957-1965  | Nomeado Bispo de Des Moines                   |
|                          | Francis John Dunn               | 1969-1989  |                                               |
|                          | Edward Aloysius Fitzgerald      | 1946-1949  | Nomeado Bispo de Winona                       |
|                          | Loras Thomas Lane               | 1951-1956  | Nomeado Bispo de Rockford                     |
|                          | Loras Joseph Watters            | 1965-1969  | Nomeado Bispo de Winona                       |
| Bispo                    |                                 |            |                                               |
| 3º                       | John Hennessey                  | 1866-1893  |                                               |
| 2º                       | Timothy Clement Smyth, O.C.S.O. | 1858-1865  |                                               |
| 1º                       | Pierre-Jean-Mathias Loras       | 1837-1858  |                                               |
| Bispo-coadjutor          |                                 |            |                                               |
|                          | Timothy Clement Smyth, O.C.S.O. | 1857-1858  |                                               |
| Administrador apostólico |                                 |            |                                               |
|                          | Richard Edmund Pates            | 2023       | Bispo emérito de Des Moines                   |